# Шродер, Рики
Ричард Бартлетт Шродер (англ. Richard Bartlett Schroder; род. 13 апреля 1970, Статен-Айленд, Нью-Йорк) — американский актёр, лауреат премии «Золотой глобус» (1979).

## Биография
Родился 13 апреля 1970 года в Бруклине, Нью-Йорк, в семье Дайан Кэтрин Бартлетт и Ричарда Джона Шродера, являвшихся сотрудниками компании AT&T. Дедушка и бабушка актёра по отцовской линии были немецкими иммигрантами. С детства Шродер задумывался о творческой карьере, а уже к шести годам появился в более чем 60 рекламных объявлениях.

## Карьера
Шродер дебютировал в кино в 1979 году в фильме «Чемпион», где сыграл Тимоти Джонсона Флинна. За эту роль он получил премию «Золотой глобус», став самым молодым лауреатом премии в истории. После этой роли он вместе с матерью переехал в Лос-Анджелес. На следующий год Шродер снялся в фильме «Последний полёт Ноева ковчега», где играл вместе с известным актёром Эллиотом Гулдом. Некоторое время спустя он исполнил главную роль в фильме «Маленький лорд Фаунтлерой». В 1988 году Шродер снялся в драме «Слишком юный для героя» в роли Келвина Грэма.
В 2004 году Шродер впервые принял участие в съёмках в качестве режиссёра, работая над художественным фильмом «Чёрное облако». В 2009 году он снял приключенческий фильм ужасов «Адские псы».
В 2014 году Шродер провел 110 дней в Афганистане с американскими военными, чтобы подготовить необходимый материал для документальной передачи. За год до этого он выступил в роли продюсера, режиссёра и актёра фильма «Наши дикие сердца».

## Личная жизнь
26 сентября 1992 года Шродер и его возлюбленная Андреа Бернард поженились. У них есть четверо детей: Холден, Люк, Кэмбри и Фейт. В 2016 году пара рассталась.
Шродер увлекается охотой и рыбалкой. В течение 16 лет он владел ранчо недалеко от Гранд-Джанкшен, штат Колорадо.
В 2019 году Шродер дважды был арестован по подозрению в домашнем насилии, однако никаких обвинений предъявлено не было.

## Фильмография
| Год  |   | Русское название              | Оригинальное название         | Роль                                            |
| ---- | - | ----------------------------- | ----------------------------- | ----------------------------------------------- |
| 1979 | ф | Чемпион                       | The Champ                     | Тимоти Джонсон Флинн                            |
| 1980 | ф | Последний полет Ноева ковчега | The Last Flight of Noah's Ark | Бобби                                           |
| 1980 | ф | Землянин                      | The Earthling                 | Шон Дейли                                       |
| 1980 | ф | Маленький лорд Фаунтлерой     | Little Lord Fauntleroy        | лорд Фаунтлерой                                 |
| 1984 | ф | Бродвей Дэнни Роуз            | Broadway Danny Rose           | знаменитость на параде в честь Дня благодарения |
| 1988 | ф | Слишком юный для геройства    | Too Young the Hero            | Келвин Грэм                                     |
| 1991 | ф | Гонки по кругу                | Across the Tracks             | Билли Малони                                    |
| 1994 | ф | Моя красотка                  | There Goes My Baby            | Стик                                            |
| 1995 | ф | Багровый прилив               | Crimson Tide                  | Пол Хеллерман                                   |
| 2002 | ф | Поединок                      | Poolhall Junkies              | Брэд                                            |
| 2003 | ф | Лицо террора                  | Face of Terror                | Ник Харпер                                      |
| 2003 | ф | Последствия                   | Consequence                   | Джон Вулф                                       |
| 2004 | ф | Чёрное облако                 | Black Cloud                   | Эдди                                            |
| 2009 | ф | 13-й шкаф                     | Locker 13                     | Томми Новак                                     |
| 2010 | ф | Помеченный кровью             | Blood Done Sign My Name       | Вернон Тайсон                                   |
| 2010 | ф | Побег из Вегаса               | Get Him to the Greek          | играет сам себя                                 |